# Adhemarius ypsilon
Adhemarius ypsilon är en fjärilsart som beskrevs av Rothschild och Jordan 1903. Adhemarius ypsilon ingår i släktet Adhemarius och familjen svärmare. Inga underarter finns listade i Catalogue of Life.

## Bildgalleri

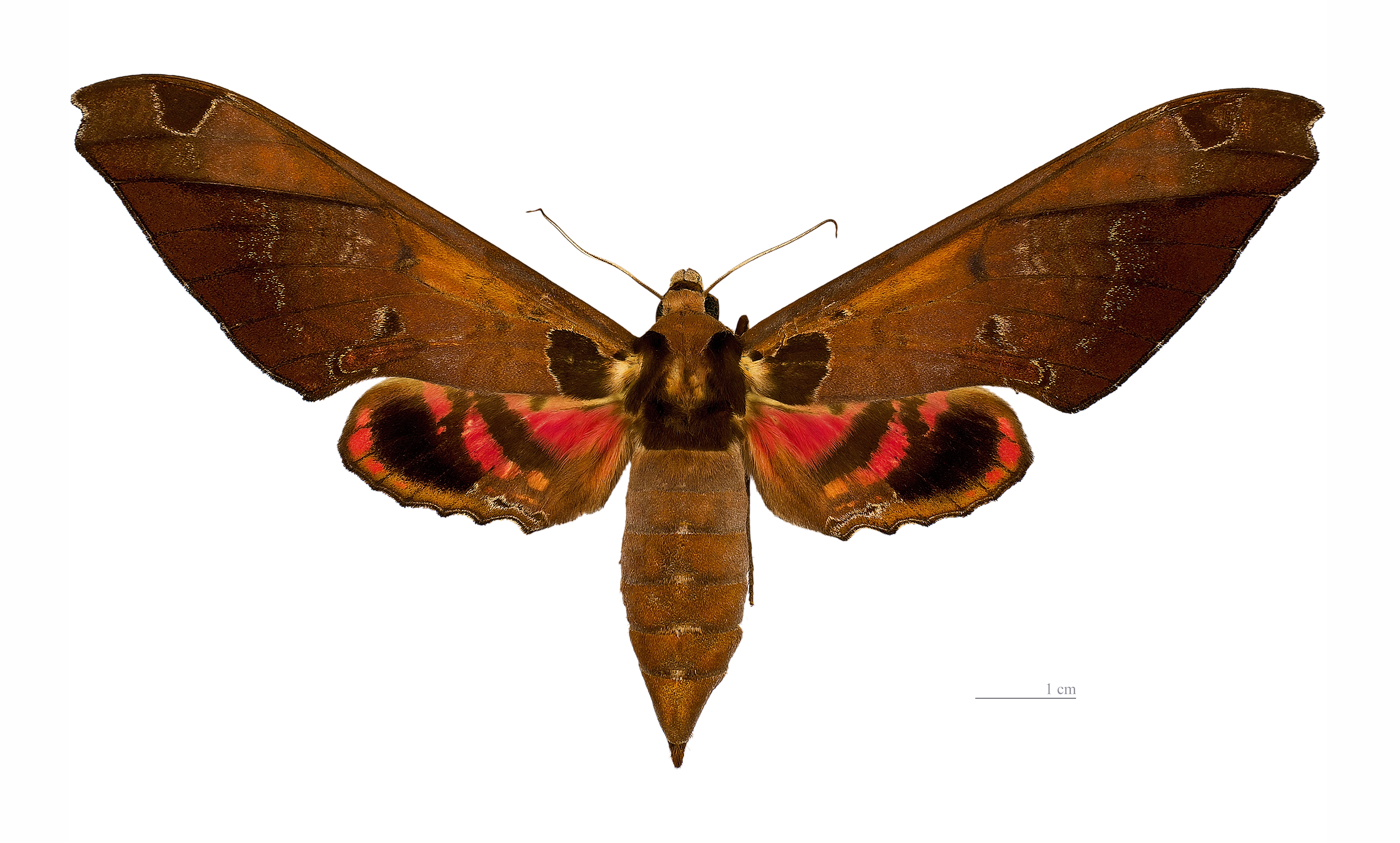
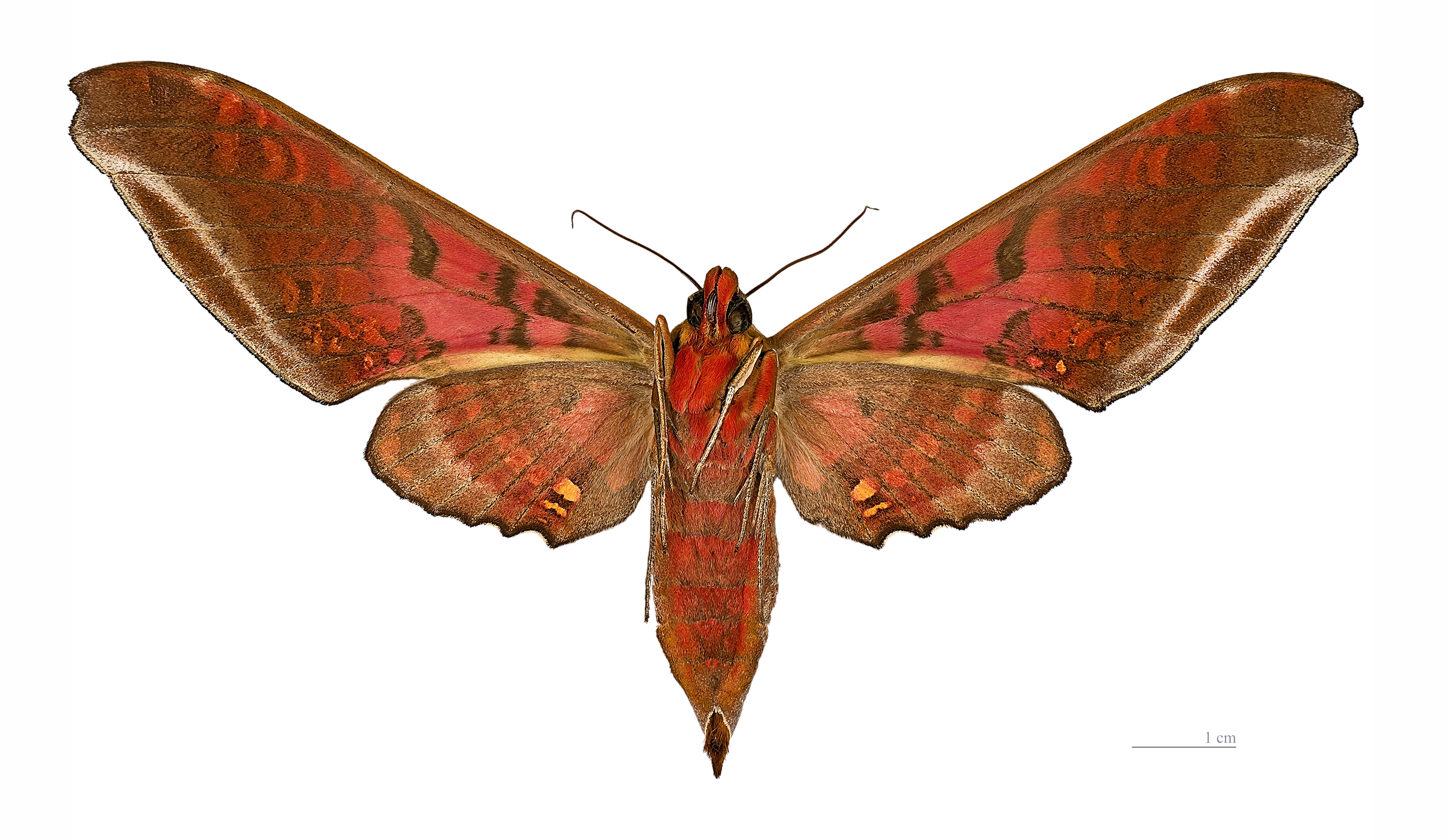
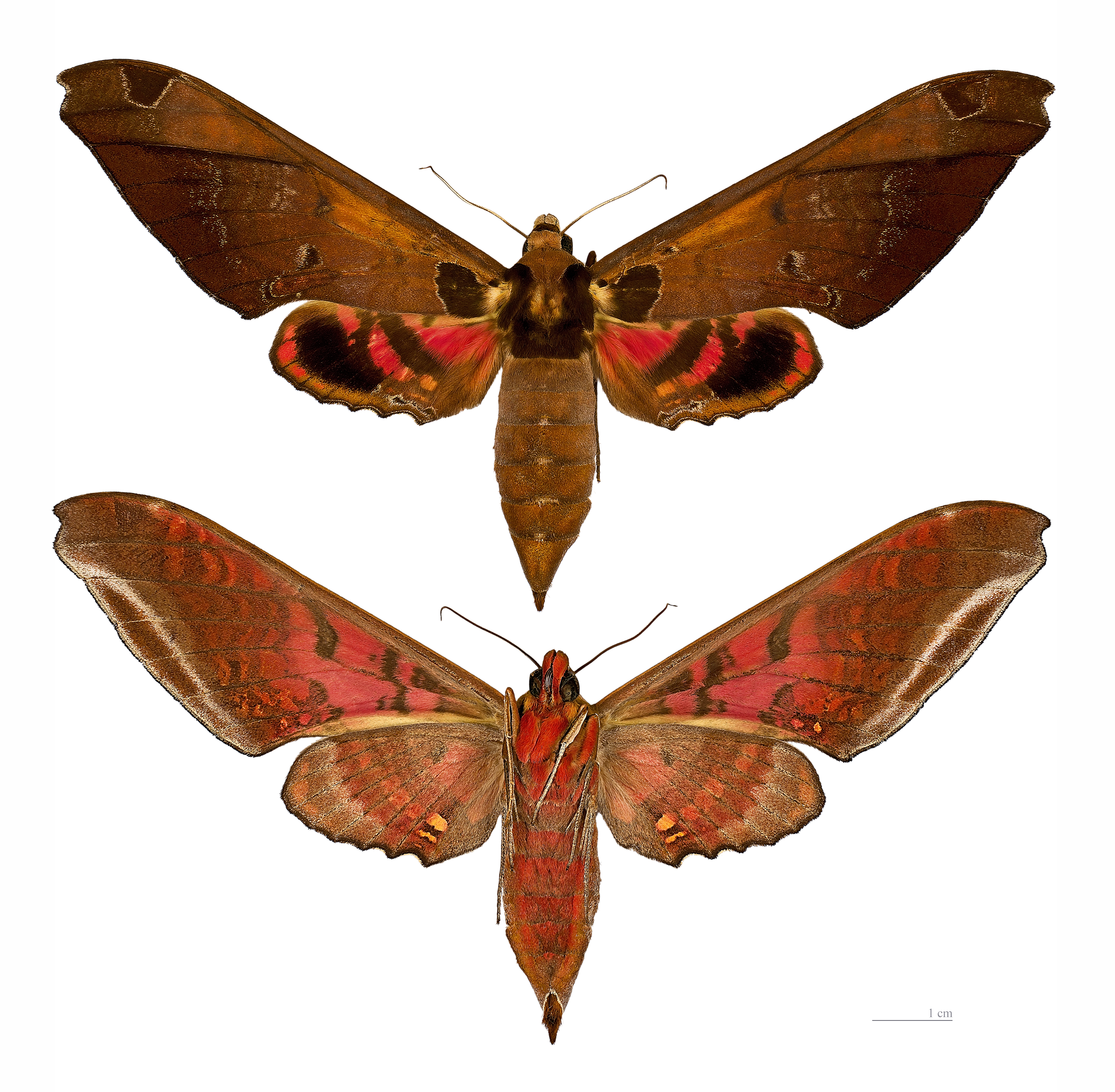
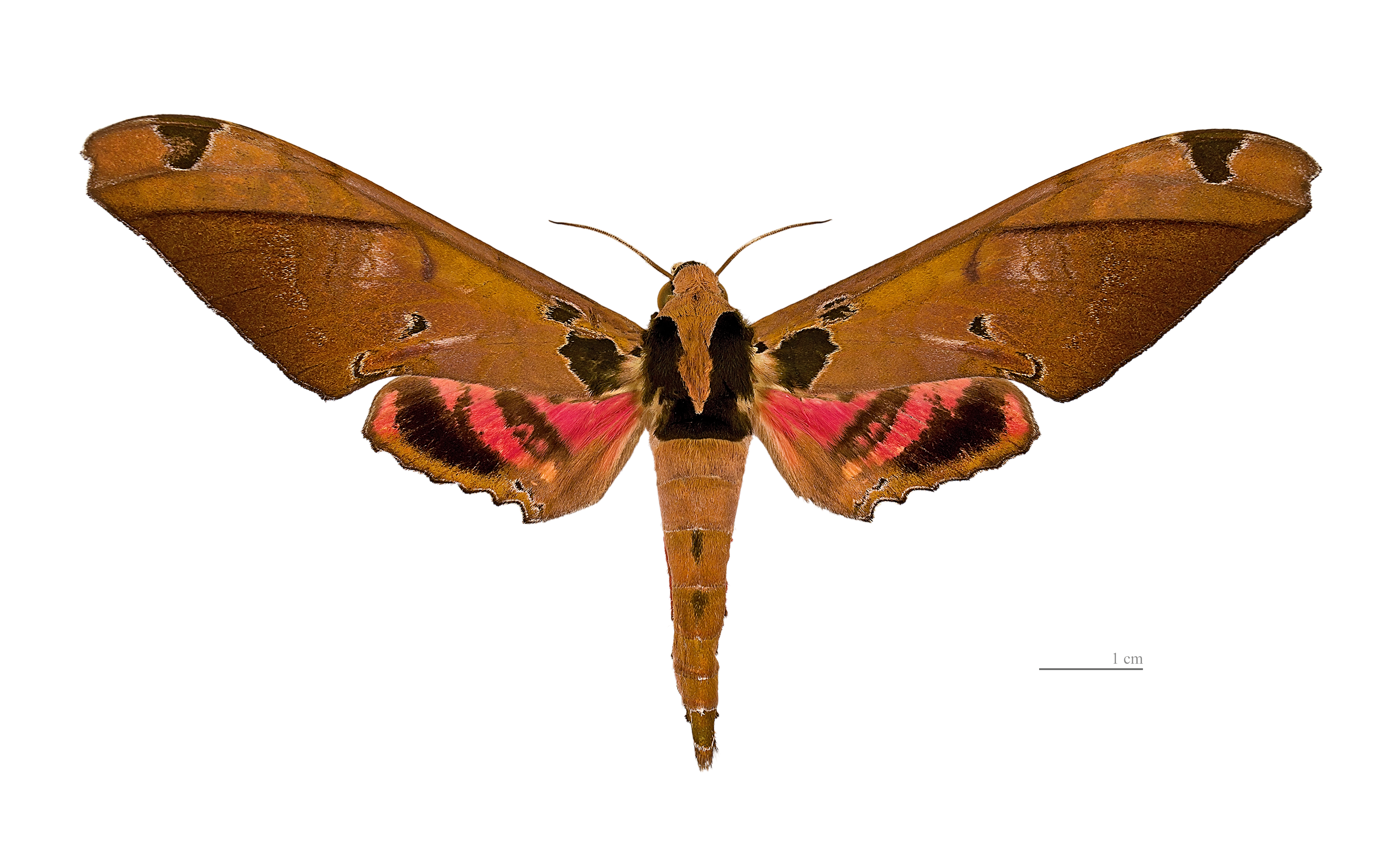
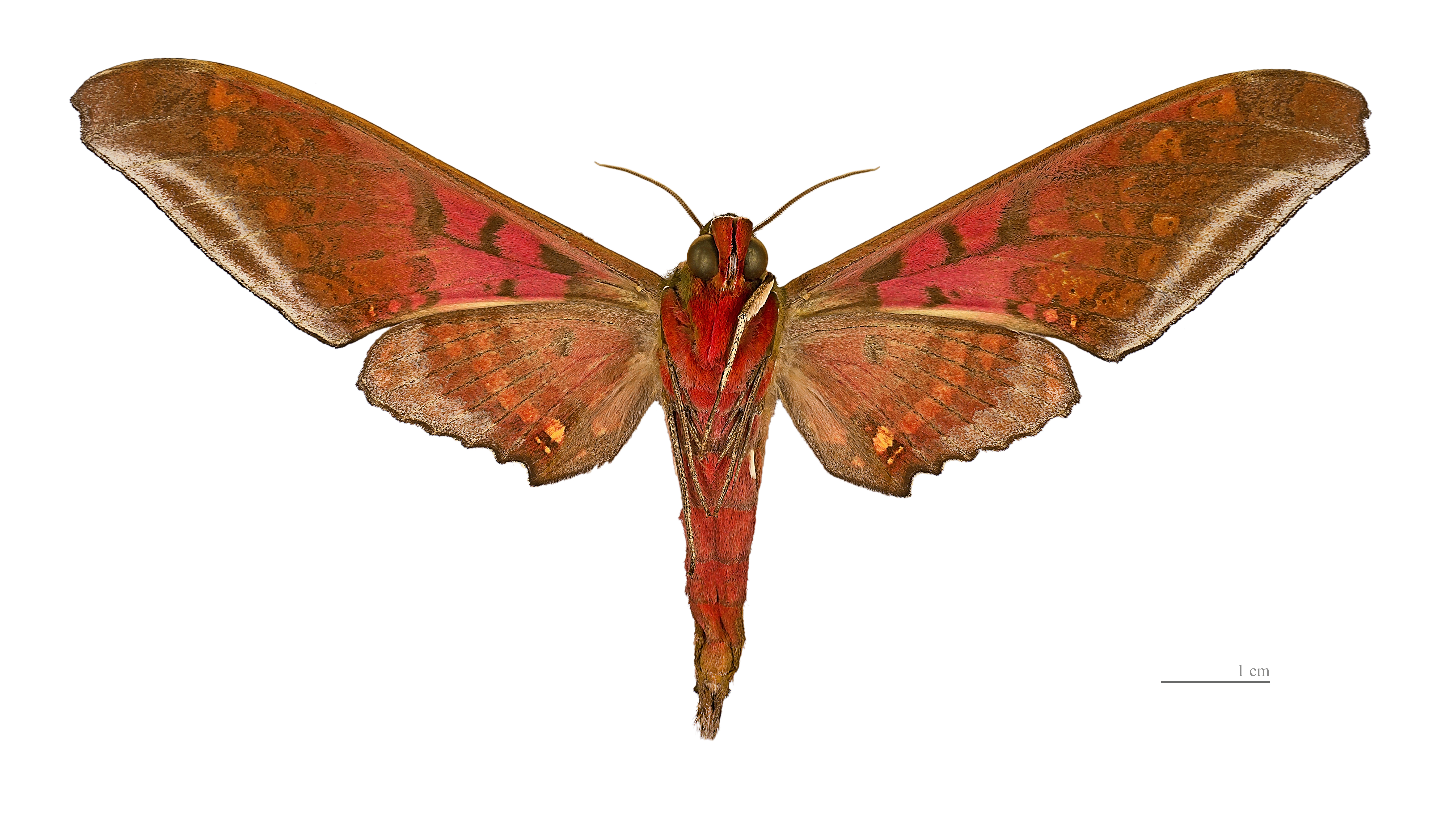
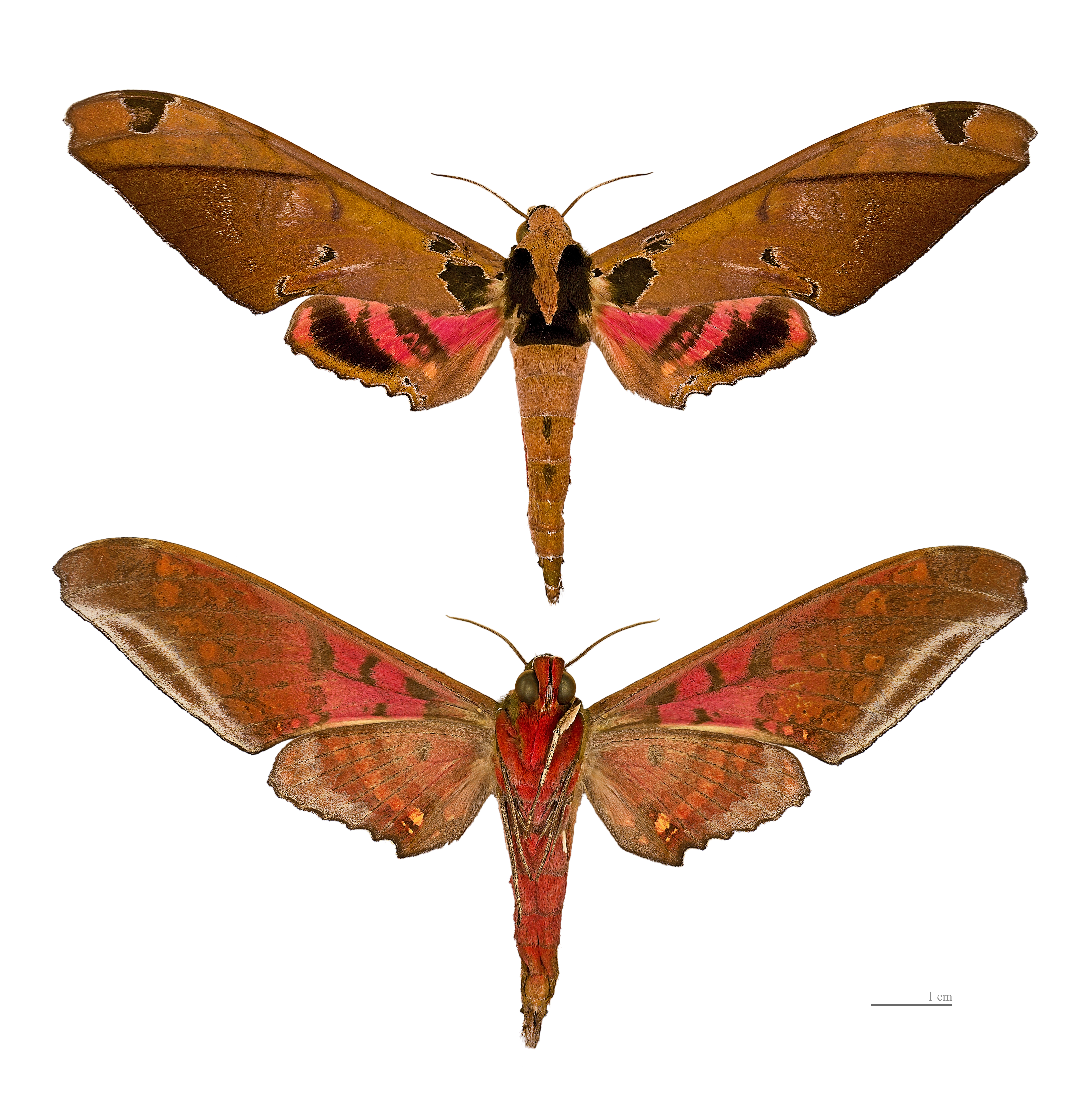